# Muziekinstrument

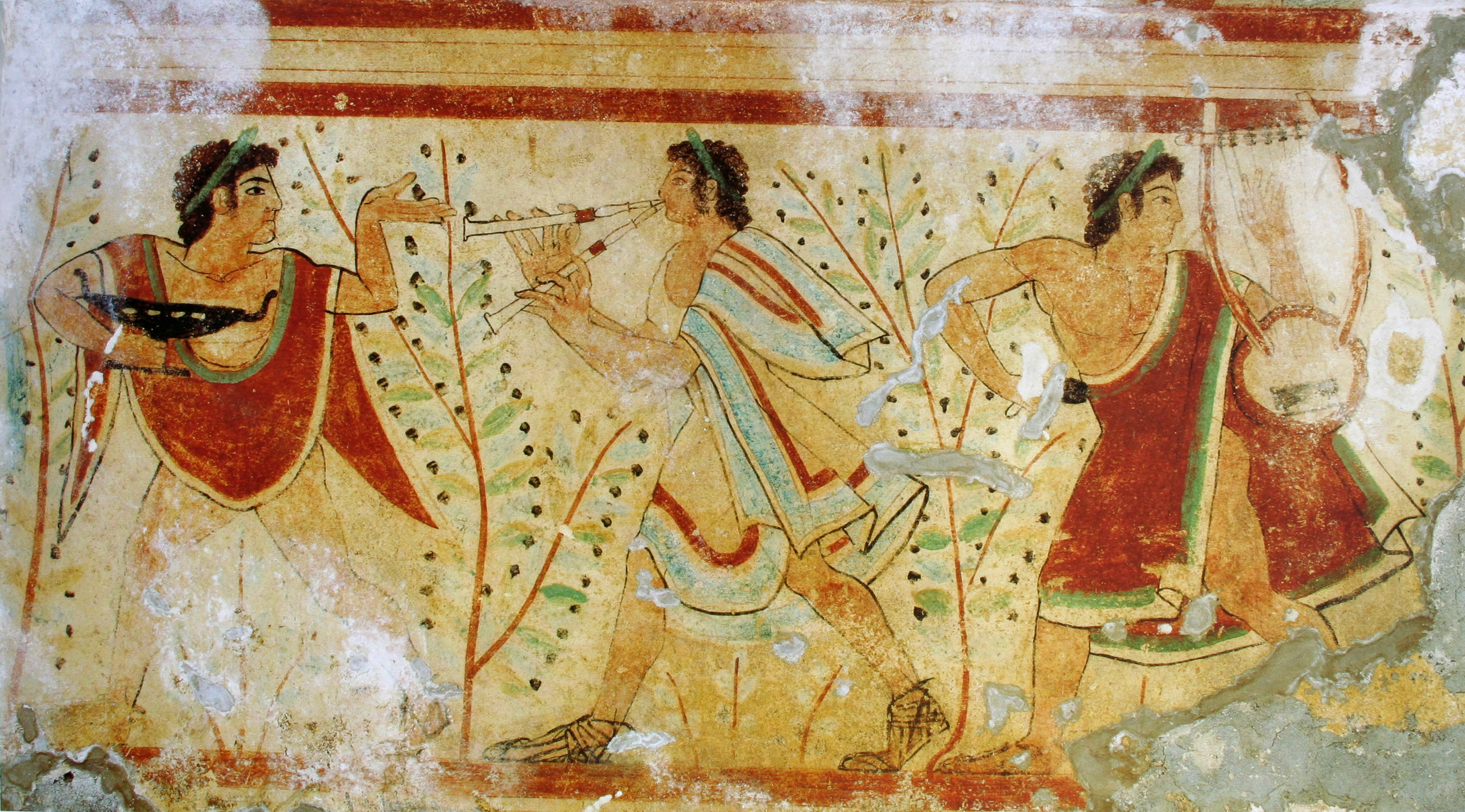
Etruskische schildering met muziekinstrumenten

Een muziekinstrument is een constructie gebouwd met het doel muzikale tonen voort te brengen, of anderszins muziek te maken. Een muziekinstrument kan bestaan uit zeer verschillende materialen, en kan zeer verschillende vormen en afmetingen hebben, van een mondharp tot een kerkorgel. De lijst van muziekinstrumenten geeft er een overzicht van.
Muziekinstrumenten kunnen musicologisch ingedeeld worden aan de hand van de manier waarop het geluid voortgebracht wordt:
- Aerofonen blaasinstrumenten: trillende luchtzuil (fluit, trompet, enz.)
- Chordofonen snaarinstrumenten: trillen van snaren (viool, gitaar, piano, enz.)
- Idiofonen slagwerk: trillen van klankrijk materiaal (xylofoon, slaguurwerk, enz.)
- Membranofonen slagwerk: trillen van vel/membraan (trommels)
- Elektrofonen Elektronisch/automatisch (Synthesizer)

Een andere manier van indelen die veel gebruikt wordt, is een indeling naar bespeelwijze:
- strijkinstrumenten
- tokkelinstrumenten
- blaasinstrumenten
- toetsinstrumenten
- slaginstrumenten

De klassieke muziekinstrumenten uit het symfonieorkest worden in de praktijk in families onderverdeeld, in volgorde van de partituur:
- Houtblazers
- Koperblazers
- Slagwerk
- Harp
- Strijkers

Het Metropolitan Museum of Art in New York heeft een grote collectie muziekinstrumenten van over de hele wereld. 
De studie naar de eigenschappen van muziekinstrumenten heet organologie.